# Gerard II. z Geldern
Gerard II. z Geldern (1090? – 24. října 1131) byl v letech 1129 až 1131 hrabětem z Geldern (dnes Gelderland v Nizozemsku). Narodil se jako syn Gerarda I. z Geldern a Klementiny Akvitánské. Kolem roku 1116 se oženil s Ermengardou ze Zutphenu, dcerou Oty II. ze Zutphenu a Judity Arnsteinské.